# Grand Prix de Wallonie 1970
La 11e édition du Grand Prix de Wallonie a eu lieu le 14 avril 1970. Elle a été remportée par le Belge Ferdinand Bracke.

## Classement final
Ferdinand Bracke remporte la course en parcourant les 212 kilomètres en 5 h 38 à la vitesse moyenne de 37,633 km/h.
| Classement final, | Classement final,   | Classement final, | Classement final,    | Classement final, |
|                   | Coureur             | Pays              | Équipe               | Temps             |
| ----------------- | ------------------- | ----------------- | -------------------- | ----------------- |
| 1er               | Ferdinand Bracke    | Belgique          | Peugeot-Michelin-BP  | en 5 h 38 min 0 s |
| 2e                | Eddy Beugels        | Pays-Bas          | Flandria-Mars        | + 23 s            |
| 3e                | Georges Pintens     | Belgique          | Dr Mann-Grundig      |                   |
| 4e                | Willy Van Neste     | Belgique          | Dr Mann-Grundig      |                   |
| 5e                | Englebert Opdebeeck | Belgique          | Geens-Watney-Diamant |                   |
| 6e                | Etienne Antheunis   | Belgique          | Faema-Faemino        |                   |
| 7e                | Jan Krekels         | Pays-Bas          | Caballero-Laurens    |                   |
| 8e                | Wim Schepers        | Pays-Bas          | Caballero-Laurens    |                   |
| 9e                | Valère Van Sweevelt | Belgique          | Peugeot-Michelin-BP  |                   |
| 10e               | Willy Monty         | Belgique          | Faema-Faemino        |                   |
| modifier          |                     |                   |                      |                   |